# Football Club Le Mont Lausanne 2009-2010
Questa voce raccoglie le informazioni riguardanti il Football Club Le Mont Lausanne nelle competizioni ufficiali della stagione 2009-2010.

## Stagione
Nella stagione 2009-2010 il Le Mont, allenato da Diego Sessolo e Pierre-Albert Chapuisat, concluse il campionato di Challenge League al 15º posto. In Coppa Svizzera il Le Mont fu eliminato al secondo turno dal Basilea.

## Rosa
| N. |                       | Ruolo | Calciatore       |
| -- | --------------------- | ----- | ---------------- |
| 1  | Francia (bandiera)    | P     | Clément Oubrier  |
| 2  | Francia (bandiera)    | D     | Hicham Bentayeb  |
| 3  | Francia (bandiera)    | D     | Damian Gleize    |
| 5  | Francia (bandiera)    | D     | Jonathan Guillou |
| 7  | Portogallo (bandiera) | D     | Gilberto Reis    |
| 8  | Francia (bandiera)    | C     | Arnaud Berthaut  |
| 9  | Paraguay (bandiera)   | A     | Ismael Fernandez |
| 10 | Italia (bandiera)     | C     | Marco Malgioglio |
| 12 | Francia (bandiera)    | A     | Lamine Djaballah |
| 13 | Portogallo (bandiera) | D     | Yanis Da Moura   |
| 14 | Italia (bandiera)     | D     | Luca Scalisi     |
| 16 | Svizzera (bandiera)   | C     | Richmond Rak     |
| 17 | Svizzera (bandiera)   | C     | Dorian Zambaz    |
| 18 | Svizzera (bandiera)   | P     | Basile Couchepin |

| N. |                     | Ruolo | Calciatore           |
| -- | ------------------- | ----- | -------------------- |
| 20 | Svizzera (bandiera) | C     | Stéphane Garcia      |
| 21 | Francia (bandiera)  | D     | N'Diasse N'Diaye     |
| 21 | Italia (bandiera)   | C     | Michele Morganella   |
| 22 | Svizzera (bandiera) | A     | Ali Özcakmak         |
| 23 | Svizzera (bandiera) | C     | Thierry Ebe          |
| 26 | Svizzera (bandiera) | P     | Sébastien Roth       |
| 27 | Turchia (bandiera)  | A     | Mehmet Kocapinar     |
| 28 | Svizzera (bandiera) | D     | Branislav Micic      |
| 30 | Serbia (bandiera)   | C     | Aleksandar Milošević |
| 32 | Svizzera (bandiera) | A     | Danick Yerly         |
| 33 | Kosovo (bandiera)   | A     | Zahir Idrizi         |
| 35 | Svizzera (bandiera) | D     | Frank Yerly          |
|    | Svizzera (bandiera) | C     | Bruno Da Mota        |
|    | Francia (bandiera)  | A     | Stephen Guepie       |

## Organigramma societario
Area tecnica
- Allenatore: Pierre-Albert Chapuisat
- Allenatore in seconda:
- Preparatore dei portieri:
- Preparatori atletici:

## Calciomercato

### Sessione estiva
| Acquisti | Acquisti           | Acquisti           | Acquisti |
| R.       | Nome               | da                 | Modalità |
| -------- | ------------------ | ------------------ | -------- |
| A        | Ali Özcakmak       | Sciaffusa          |          |
| C        | Richmond Rak       | Neuchâtel Xamax    |          |
| D        | Hervé Bochud       | Carl Zeiss Jena II |          |
| P        | Basile Couchepin   | Sion               |          |
| A        | Lamine Djaballah   | FC Libourne        |          |
| C        | Stéphane Garcia    | Neuchâtel Xamax    |          |
| C        | Damien Germanier   | Sion               |          |
| D        | Gilberto Reis      | Yverdon            |          |
| D        | Jonathan Guillou   | Servette           |          |
| D        | Gilles Levrand     | Sion               |          |
| C        | Michele Morganella | Sion               |          |
| D        | N'Diasse N'Diaye   | Servette           |          |
| A        | Renato Rocha       | Malley             |          |
| P        | Sébastien Roth     | Sciaffusa          |          |
| C        | Dorian Zambaz      | Sion               |          |

| Cessioni | Cessioni         | Cessioni       | Cessioni |
| R.       | Nome             | a              | Modalità |
| -------- | ---------------- | -------------- | -------- |
| D        | Gilles Levrand   | Stade Nyonnais |          |
| C        | Damien Germanier | Stade Nyonnais |          |
| D        | Víctor Diogo     | Malley         |          |
| C        | Phillipe Iziack  | Vevey United   |          |

### Sessione invernale
| Acquisti | Acquisti         | Acquisti | Acquisti |
| R.       | Nome             | da       | Modalità |
| -------- | ---------------- | -------- | -------- |
| D        | Branislav Micic  | Sion     |          |
| A        | Zahir Idrizi     | Wohlen   |          |
| A        | Mehmet Kocapinar | Yverdon  |          |
| D        | Yanis Da Moura   | Baulmes  |          |

| Cessioni | Cessioni        | Cessioni | Cessioni |
| R.       | Nome            | a        | Modalità |
| -------- | --------------- | -------- | -------- |
| D        | Hervé Bochud    | Kriens   |          |
| A        | Renato Rocha    | Bavois   |          |
| C        | Njohole Renatus | Bavois   |          |

## Risultati

### Challenge League

#### andata
| Arbitro: | Speranda |

|           |           |  |
| Senger 7’ | Marcatori |  |

| Arbitro: | Hänni |

|             |           |                                                          |
| Guillou 70’ | Marcatori | 15’ Schirinzi 26’, 31’ Ivanishvili 47’ Maric 80’ Omofefe |

| Arbitro: | Amhof |

|                               |           |                       |
| Malgioglio 12’, 85’ Rocha 67’ | Marcatori | 34’ Katanha 36’ Stamm |

| Arbitro: | Busacca |

|                          |           |                                   |
| Piu 16’ Ribeiro 63’, 73’ | Marcatori | 10’, 34’ Morganella 28’ Fernandez |

| Arbitro: | Grossen |

|                            |           |                |
| Malfleury 21’ Besseyre 64’ | Marcatori | 81’ Malgioglio |

| Arbitro: | Circhetta |

|                |           |                         |
| Malgioglio 23’ | Marcatori | 35’ Lüscher 61’ Abrashi |

| Arbitro: | Gremaud |

|  |           |                         |
|  | Marcatori | 8’ Fejzulahi 23’ Silvio |

| Arbitro: | Laperrière |

|                |           |  |
| Sejmenović 64’ | Marcatori |  |

| Arbitro: | Klossner |

|                                                   |           |  |
| Moser 51’ Morello 66’ Casasnovas 76’ Heiniger 90’ | Marcatori |  |

| Arbitro: | Devouge |

|  |           |                                         |
|  | Marcatori | 4’ Cerrone 60’ Burgmeier 70’ Proschwitz |

| Arbitro: | Speranda |

|          |           |                           |
| Rama 42’ | Marcatori | 2’ Fernandez 76’ Özcakmak |

| Arbitro: | Gremaud |

|             |           |             |
| Guillou 45’ | Marcatori | 22’ N'Dzomo |

| Arbitro: | Huwiler |

|            |           |  |
| Muslin 90’ | Marcatori |  |

| Arbitro: | Bieri |

|                                            |           |                      |
| Ebe 36’ Morganella 45’ (rig.) Özcakmak 79’ | Marcatori | 57’, 90’ (rig.) Ural |

| Arbitro: | Amhof |

|                                                    |           |                      |
| Estéban 16’ (rig.) Eudis 40’ Deugoué 50’ Rüfli 67’ | Marcatori | 43’ Ebe 90’ Özcakmak |

#### ritorno
| Arbitro: | Gremaud |

|                                    |           |                                        |
| Schindelholz 23’ (aut.) Idrizi 34’ | Marcatori | 21’ (rig.), 27’, 64’ Scarione 53’ Dudu |

| Arbitro: | Laperrière |

|             |           |                        |
| Pimenta 49’ | Marcatori | 25’ Yerly 45’ Özcakmak |

| Arbitro: | Bieri |

|              |           |  |
| Bentayeb 25’ | Marcatori |  |

| 7 marzo 2010, ore CET 19ª giornata | Vaduz | 0 – 3 a tavolino referto | Le Mont |  |

| Arbitro: | Graf |

|         |           |                           |
| Rak 74’ | Marcatori | 5’ Luongo 33’ (rig.) Roux |

| Arbitro: | Huwiler |

|                                      |           |  |
| Lenjani 43’ Emeghara 72’ Frangao 80’ | Marcatori |  |

| Arbitro: | Klossner |

|                               |           |  |
| Renfer 13’, 57’ Fejzulahi 39’ | Marcatori |  |

| Arbitro: | Wermelinger |

|            |           |  |
| Idrizi 79’ | Marcatori |  |

| Arbitro: | Gut |

|                                    |           |  |
| Weller 26’ Valente 29’ Staubli 84’ | Marcatori |  |

| Arbitro: | Devouge |

|  |           |           |
|  | Marcatori | 21’ Pacar |

| Arbitro: | Grossen |

|  |           |            |
|  | Marcatori | 47’ Blumer |

| Arbitro: | Jaccottet |

|          |           |                          |
| Graf 18’ | Marcatori | 4’ Idrizi 51’ Morganella |

| Arbitro: | Winter |

|  |           |          |
|  | Marcatori | 71’ Alic |

| Wohlen 8 maggio 2010, ore 17:30 CEST 29ª giornata | Wohlen | 0 – 0 referto | Le Mont | Stadion Niedermatten (1 750 spett.)\| Arbitro: \| Bieri \| |
| Arbitro:                                          | Bieri  |               |         |                                                            |

| Arbitro: | Studer |

|             |           |                             |
| Bentayeb 6’ | Marcatori | 58’ Grischok 71’ de Azevedo |

### Coppa Svizzera
| 20 settembre 2009, ore 15:00 CEST Primo turno | Echichens | 0 – 6 | Le Mont |  |

| 17 ottobre 2009, ore 17:00 CEST Secondo turno | Le Mont | 1 – 3 | Basilea |  |

## Statistiche

### Statistiche di squadra
| Competizione     | Punti | In casa | In casa | In casa | In casa | In casa | In casa | In trasferta | In trasferta | In trasferta | In trasferta | In trasferta | In trasferta | Totale | Totale | Totale | Totale | Totale | Totale | DR  |
| Competizione     | Punti | G       | V       | N       | P       | Gf      | Gs      | G            | V            | N            | P            | Gf           | Gs           | G      | V      | N      | P      | Gf     | Gs     | DR  |
| ---------------- | ----- | ------- | ------- | ------- | ------- | ------- | ------- | ------------ | ------------ | ------------ | ------------ | ------------ | ------------ | ------ | ------ | ------ | ------ | ------ | ------ | --- |
| Challenge League | 27    | 15      | 4       | 1       | 10      | 15      | 28      | 15           | 4            | 2            | 9            | 15           | 28           | 30     | 8      | 3      | 19     | 30     | 56     | -26 |
| Coppa Svizzera   | -     | 1       | 0       | 0       | 1       | 1       | 3       | 1            | 1            | 0            | 0            | 6            | 0            | 2      | 1      | 0      | 1      | 7      | 3      | +4  |
| Totale           | 27    | 16      | 4       | 1       | 11      | 16      | 31      | 16           | 5            | 2            | 9            | 21           | 28           | 32     | 9      | 3      | 20     | 37     | 59     | -22 |

### Andamento in campionato
| Giornata  | 1  | 2  | 3  | 4  | 5  | 6  | 7  | 8  | 9  | 10 | 11 | 12 | 13 | 14 | 15 | 16 | 17 | 18 | 19 | 20 | 21 | 22 | 23 | 24 | 25 | 26 | 27 | 28 | 29 | 30 |
| --------- | -- | -- | -- | -- | -- | -- | -- | -- | -- | -- | -- | -- | -- | -- | -- | -- | -- | -- | -- | -- | -- | -- | -- | -- | -- | -- | -- | -- | -- | -- |
| Luogo     | T  | C  | C  | T  | T  | C  | C  | T  | T  | C  | T  | C  | T  | C  | T  | C  | T  | C  | T  | C  | T  | T  | C  | T  | C  | C  | T  | C  | T  | C  |
| Risultato | P  | P  | V  | N  | P  | P  | P  | P  | P  | P  | V  | N  | P  | V  | P  | P  | V  | V  | V  | P  | P  | P  | V  | P  | P  | P  | V  | P  | N  | P  |
| Posizione | 13 | 16 | 12 | 14 | 13 | 15 | 16 | 15 | 15 | 16 | 15 | 15 | 15 | 15 | 15 | 15 | 15 | 14 | 14 | 14 | 14 | 14 | 14 | 15 | 15 | 15 | 15 | 15 | 15 | 15 |

Legenda:

Luogo: C = Casa; T = Trasferta. Risultato: V = Vittoria; N = Pareggio; P = Sconfitta.

### Statistiche dei giocatori
| H. Bentayeb   | 23 | 2 | 1 | 2 |
| A. Berthaut   | 13 | 0 | 2 | 0 |
| H. Bochud     | 11 | 0 | 5 | 1 |
| B. Couchepin  | 2  | 0 | 0 | 0 |
| L. Djaballah  | 0  | 0 | 0 | 0 |
| T. Ebe        | 12 | 2 | 4 | 0 |
| I. Fernandez  | 23 | 2 | 1 | 0 |
| S. Garcia     | 22 | 0 | 3 | 1 |
| D. Germanier  | 2  | 0 | 0 | 0 |
| D. Gleize     | 9  | 0 | 3 | 1 |
| S. Guepie     | 0  | 0 | 0 | 0 |
| J. Guillou    | 22 | 2 | 5 | 1 |
| Z. Idrizi     | 13 | 3 | 5 | 0 |
| M. Kocapinar  | 7  | 0 | 1 | 0 |
| M. Malgioglio | 8  | 4 | 1 | 1 |
| B. Micic      | 8  | 0 | 3 | 1 |
| A. Milošević  | 0  | 0 | 0 | 0 |
| M. Morganella | 27 | 4 | 3 | 2 |
| B. Mota       | 2  | 0 | 1 | 0 |
| Y. Moura      | 0  | 0 | 0 | 0 |
| N. N'Diaye    | 22 | 0 | 7 | 1 |
| C. Oubrier    | 2  | 0 | 0 | 0 |
| R. Rak        | 20 | 1 | 5 | 0 |
| G. Reis       | 23 | 0 | 5 | 3 |
| N. Renatus    | 8  | 0 | 1 | 0 |
| R. Rocha      | 5  | 1 | 1 | 1 |
| S. Roth       | 25 | 0 | 2 | 0 |
| L. Scalisi    | 28 | 0 | 6 | 0 |
| D. Yerly      | 12 | 1 | 2 | 0 |
| F. Yerly      | 11 | 0 | 3 | 1 |
| D. Zambaz     | 20 | 0 | 2 | 0 |
| A. Özcakmak   | 17 | 4 | 2 | 0 |